# L'oggetto del mio desiderio
L'oggetto del mio desiderio (The Object of My Affection) è un film del 1998 diretto da Nicholas Hytner, con Jennifer Aniston e Paul Rudd.
La pellicola, adattamento cinematografico dell'omonimo romanzo di Stephen McCauley, narra le vicende di una donna incinta di New York, assistente sociale che sviluppa sentimenti romantici per il suo migliore amico gay, e le complicazioni che ne conseguono.
Le scene del film sono state girate nel 1997 in vari luoghi di New York, nel New Jersey e nel Connecticut.

## Trama
Nina Borowski è una brillante giovane donna, che vive in un caotico appartamento a Brooklyn, dove fa l'assistente sociale. Una sera Nina partecipa ad una festa data dalla sua sorellastra Constance (che la presenta sempre come psicanalista) e suo marito Sidney, dove incontra George Hanson, un maestro delle elementari giovane, affascinante e gay. Nina racconta a George che la sua sorellastra tenta costantemente di sistemarla con qualche esponente di una classe sociale elevata, ignorando completamente il fatto che Nina abbia un ragazzo, Vince.
Durante la conversazione, Nina offre a George una stanza nel suo appartamento e il maestro scopre così di essere stato scaricato dal compagno, Robert Joley un affascinante dottore, spesso infedele. George accetta.
I due diventano presto amici: guardano film assieme e vanno a ballare di tanto in tanto; tutto è perfetto, fino a quando Nina scopre di essere incinta. La ragazza non sa se tenere il bambino e quindi inizialmente non lo dice a Vince. Quando poi prende la decisione di tenerlo, chiede a George se vuole crescerlo con lei. George non le risponde né sì né no, non sapendo cosa fare anche perché teme che la ragazza gli stia facendo delle avances.
Durante un turbolento pranzo a casa, dove si sono autoinvitati Vince, Sidney, un simpatico e petulante scrittore di biografie sui vip (il cognato di Nina nonché marito di Costance) e la stessa sorella di Nina, si scopre della gravidanza della donna, così Vince la porta letteralmente via.
Vince, il padre del bambino, vorrebbe sposarla, ma le sue attenzioni oppressive esasperano Nina, che decide di lasciarlo e nel mentre George accetta l'offerta della ragazza.
Nina scopre che il suo amore per George cresce ogni giorno sempre di più, andando oltre l'amicizia, in particolare quando lui le dice di aver avuto anche una ragazza ai tempi della scuola, facendole ipotizzare che potrebbe anche cambiare orientamento sessuale. Un pomeriggio, dopo carezze affettuose, George e Nina stanno quasi per fare sesso, quando George riceve una chiamata da Robert, il suo ex fidanzato, il quale gli confessa quanto lui gli manchi, e lo invita per il fine settimana.
George è confuso ma accetta, scatenando la gelosia di Nina che però cerca di non darlo a vedere. George e Robert non tornano insieme, anzi, George incontra un altro ragazzo, Paul, un giovane attore (in apparenza legato ad un grande critico teatrale, Rodney), del quale si innamora e con cui ha un rapporto.
Nel frattempo, Nina è andata con Constance nella sua villa nei quartieri alti di New York ma il suo umore è molto turbolento e si annoia, soprattutto perché Costance la esaspera, così decide di tornare a casa, telefonando a George per supplicarlo di tornare subito anche lui.
Tuttavia, tornando a casa, viene scippata e riportata a casa da un giovane e simpatico poliziotto, Louis. Una sera, Nina e George decidono di invitare Paul e il suo anziano mentore, Rodney, per la Festa del ringraziamento.
Mentre Nina, ormai in avanzato stato di gravidanza, si prepara, Rodney cerca di aiutarla dandole qualche consiglio, molto gentile e non invadente, sulla sua vita, facendo riflettere molto la giovane.
Paul rimane la notte per stare con George, scatenando un'accesa discussione tra lui e Nina.
Il giorno seguente al matrimonio del fratello di George, i due ballano insieme e poi Nina spiega i suoi sentimenti all'amico, il quale, pur volendole bene come amica, vuole stare con Paul.
Nina partorisce una bambina, e chiede a George di non tornare nel suo appartamento, sapendo che non avrebbe sopportato di vivere ancora con lui e capendo di non essere amata come vorrebbe.
Il film si conclude con la recita della giovane Molly, la figlia di Nina, alla scuola di George, diventato direttore: adesso Nina sta con Louis, il poliziotto e George e Paul convivono felicemente; l'ultima scena vede i due amici, Nina e George, camminare mano nella mano con Molly.

## Distribuzione
L'oggetto del mio desiderio è stato distribuito nelle sale statunitensi il 17 aprile 1998, e prese a 9.725,855 000 dollari sul suo weekend di apertura, arrivando alla numero 2 al box office in 1.890 teatri, una media di 5.146 dollari per ogni teatro. Il film ha incassato 29.187,243 000 dollari negli Stati Uniti da solo, in un arco di cinque fine settimana. Il film ha continuato ad aprire nei paesi europei per tutto l'autunno e nell'inverno del 1998 infine, ha incassato 17.718,646 000 dollari al di fuori degli Stati Uniti.

## Critica
La reazione critica al film è stata discorde. Roger Ebert ha dato al film due stelle, dicendo: "L'oggetto del mio desiderio si occupa di alcuni problemi reali e ha scene che funzionano, ma si possono vedere le scene di svolta in modo così chiaro che il dubbio i personaggi hanno molta libertà di agire per conto proprio."
Il film detiene attualmente un rating di 50% sul critico cinematografico del sito Rotten Tomatoes.

## Colonna sonora
Qui sono elencate le canzoni della colonna sonora del film:
1. You Were Meant For Me - Sting
2. Look for the Union Label - Paula Green
3. You Gotta Be - Des'ree
4. Everything's OK - John Prior
5. Dancin - Michael Linn
6. She's So Crazy - Deborah Lynne Dunlap
7. Berceuse - Cesar Cui
8. You Are a Peach - Simon Chamberlain